# Girls just wanna have fun / Bohemian rhapsody
Girls just wanna have fun / Bohemian rhapsody EP es un EP de Emilie Autumn, fue lanzado el 22 de septiembre de 2008 bajo el sello de Trisol music group. La primera versión fue una edición limitada, con las primeras órdenes (a partir del6 de agosto) se entregaban unas remeras con el lema "Goths have more fun" ("Las góticas tienen más diversión"), al mismo tiempo se lanzó una versión estándar.

## Pistas
Todas las canciones fueron interpretadas y producidas por Emilie Autumn, mezcladas por Inkydust.
1. "Girls just wanna have fun" (Robert Hazard) - 4:18
2. "Bohemian rhapsody" (Freddie Mercury) - 5:33
3. "Girls just wanna have fun" (Harpsichord rendezvous) (Robert Hazard) - 4:09
4. "Asleep" (Live) (Morrissey y Johnny Marr) - 1:55
5. "Mad girl" (Live) - 4:15
6. "Girls just wanna have fun" (Teatime remix, Emilie Autumn) - 4:46
7. "Girls just wanna have fun" (Asylum remix, Inkydust) - 5:01
8. "Girls just wanna have fun" (Bad girl remix, The Fire) - 4:16
9. "Gentlemen aren't nice" - 2:42

- Esta última canción fue anunciada como un bonus en forma de disculpa hacia sus fanes por el retraso de dos semanas del lanzamiento del EP. La copia original de la grabación completa se perdió cuando fue enviada a imprimirse.